# محمد بسيوني (ممثل)
محمد بسيوني، (توفي 16 أغسطس 2024)، هو ممثل مصري، حصل على بكالوريوس إعلام، جامعة القاهرة. هوممثل سينما ومسرح وتليفزيون. شارك بالتمثيل في عدد من الأعمال الفنية، نذكر منها، فيلم المواطن مصري عام 1991، وفيلم ضحك ولعب وجد وحب عام 1993، وفيلم الإرهابي عام 1994، وفيلم امرأة هزت عرش مصر عام 1995.

## وفاته
رحل الفنان محمد بسيوني عن عالمنا يوم الجمعة 16 أغسطس 2024 بعد صراع مع المرض.